# 42. brigada Slovenske vojske
Za druge 42. brigade glejte 42. brigada.
42. brigada Slovenske vojske (tudi 42. pehotna brigada SV, 42. brigada obalne obrambe SV) je bivša vojna brigada Slovenske vojske; ki je bila nastanjena v vojašnici Ilirska Bistrica.

## Poveljstvo
Poveljniki
- kapitan fregate Boris Geršak (2002)
- major Drago Božac (? - 27. avgust 2001)